# Federico Marriot y Rivero
Víctor Federico Marriot y Rivero (28 de julio de 1831 - ?) fue un acaudalado comerciante y hacendado peruano de ascendencia inglesa. Ejerció como alcalde de Lima entre 1872 y 1873.

## Biografía
Su padre, Federico Marriot, fue un comerciante inglés nacido a fines del siglo XVIII en Londres, el cual, poco después de la Independencia del Perú, se instaló en Arequipa, donde hizo fortuna y se casó con Bernardina Rivero y Bezoaín, una distinguida dama de la sociedad arequipeña.
A fines de la década de 1860 se hallaba en Lima, donde su amigo y pariente, Manuel Pardo y Lavalle era alcalde del concejo provincial capitalino. Sirvió entonces como inspector de obras públicas. Retornó luego a Arequipa, donde a fines de 1870 se enteró de que Pardo tanteaba la posibilidad de lanzar su candidatura a la presidencia de la República. Luego de hacer los sondeos pertinentes entre una serie de personas influyentes de Arequipa, y habiendo recibido una respuesta positiva, Marriot recomendó a Pardo que declarara públicamente su candidatura. Así lo hizo este y ganó las elecciones presidenciales de 1871, subiendo al poder el 2 de agosto de 1872.
Se casó con Petronila de la Puente y Arias de Saavedra, nieta del V marqués de Villafuerte, por lado paterno, y del I conde de Casa Saavedra, por lado materno. La pareja tuvo dos hijos, María y Federico Marriot Puente.
Marriot pasó a integrar el concejo provincial de Lima, como accesitario. El alcalde elegido en 1872 fue el diplomático José Antonio García y García, pero este no llegó a hacerse cargo de su despacho, y Marriot lo reemplazó en su ausencia, entre los años 1872 y 1873. Ausente a su vez Marriot, fue reemplazado brevemente por el regidor Gaspar de la Puente. Al ponerse en vigencia la nueva Ley Orgánica de Municipalidades del 9 de abril de 1873, que reemplazaba a la de 1861, García cesó en el mando, al igual que Marriot. El siguiente alcalde elegido fue el señor José Simeón Tejeda.
De su paso por la alcaldía limeña, se recuerda el impulsó que dio a la canalización del río Rímac, dentro del vasto plan de obras públicas iniciado por el gobierno de José Balta y continuado en parte por Manuel Pardo.
Al estallar la guerra con Chile, en abril de 1879, integró la "Junta Central Administradora de Donativos para la Guerra con Chile", de la que además formaban parte las siguientes personalidades: el obispo Pedro José Tordoya, monseñor José Antonio Roca y Boloña, Nicolás Rodrigo, Melitón Porras Díaz, José Bresani, Manuel Elguera, José Vicente Oyague, Ignacio de Osma, César Canevaro, Dionisio Derteano, José Jorge Loayza, Aurelio Denegri, Pedro José Calderón, Bartolomé Figari, José Unanue, Juan Calderón, Valentín Gil, Manuel Ortiz de Villate, Manuel Candamo, José Lucas Oyague, Manuel Moscoso Melgar, Bernardo Roca y Boloña, Juan Gallagher y José R. Espinoza.
| Predecesor: José Antonio García y García | Alcalde Metropolitano de Lima 1872 - 1873 | Sucesor: José Simeón Tejeda |